# ド天国
ド天国（ドてんごく）は、吉本興業東京本社に所属する日本のお笑いコンビ。NSC東京校29期。2024年6月までは同名のトリオとして活動していた。

## メンバー
ゴトウ タイガ（2000年8月14日 - ）（24歳）
神奈川県平塚市出身。本名、後藤 泰河（ごとう たいが）。
身長176 cm、体重60 kg。血液型O型。
趣味は、パズルゲーム、自転車、MARVEL作品、ホラー映画、犬。
特技は、肩甲骨で物を挟むこと、低音指笛、虫退治、忍耐、外国の方とのコミュニケーション。

てんと（2000年7月27日 - ）（25歳）
新潟県新潟市出身。本名、前田 天道（まえだ てんと）。
身長176 cm、体重70 kg。
趣味は、ゲーム、手いたずら、メダルゲーム、プール、帰省。
特技は、ゲップ連続出し、鼻が良いこと、セルフ乳首舐め。

### 元メンバー
河村 ぬりえ（かわむら ぬりえ、2000年12月6日 - ）（24歳）
東京都昭島市出身。本名、河村 勇一郎（かわむら ゆういちろう）。
身長171 cm、体重58 kg。
趣味はマックシェイクを飲むこと。特技はマックシェイクをこぼすこと。
2024年6月から無期限の休養に入り、同年10月に脱退（#来歴にて後述）。

## 来歴
元メンバーの河村を含め、メンバー全員が法政大学のお笑いサークル「HOS」の出身。サークル在籍時に同期（21期生）の3人でトリオを結成。結成時のトリオ名は「虎ノ門」だった。
「虎ノ門」を結成する前は、ゴトウとてんとはトリオ「炎天下」、河村はコンビ「フライ・ハイ」として活動していた。2021年度、学生お笑いの大会・NOROSHIに出場するために「炎天下」や「フライ・ハイ」を含む部員たちで組んだチームの名前が「ド天国」であり、これが後に現グループ名の由来となる。
同年度、ゴトウとてんとが3年生の時、「炎天下」は「大学生M-1グランプリ2021」で優勝。しかし1学年上のメンバーが就職を希望していたため、そのメンバーの卒業に伴い解散が決まる。同時期に河村のコンビの解散が重なり、ゴトウ・てんと・河村によるトリオを結成することになった。
2023年、吉本興業の養成所・NSCに入学。東京校29期生となる。この頃よりトリオ名を「ド天国」に改めた。在学中に出場した「キングオブコント2023」では、準々決勝に進出。また、在学中にテレビのネタ番組への出演もしている（#出演節を参照）。
2024年2月、養成所の卒業ライブ「NSC大ライブ2024 TOKYO」で優勝。その年の東京校の首席となる。同年4月よりプロデビュー。
同年6月、河村が無期限の休養に入る。以降のライブや神保町よしもと漫才劇場への所属を掛けたバトルライブにはゴトウとてんとの2人編成で参加し、同年8月行われた「Jimbochoサバイバルバトル」の結果を受けて、同劇場の所属メンバーとなった。同年10月に河村が脱退し、正式にコンビとして活動していくことを発表。河村は事務所を退所し、別の道に進むとしている。

## 芸風
主にコント。学生時代から漫才もコントもしていたが、NSC入学当初の授業で漫才を披露したところ、講師である佐藤哲夫（パンクブーブー）から「コテンパンに言われ」たため、その後はコントに絞ってネタ作りをしてきた。NSC大ライブ優勝時のインタビューでは、「卒業後は漫才も頑張っていきたい」と意気込みを語っている。
台詞をあまり使わずコミカルな動きをメインとしたコントが多く、てんとが大ファンである『トムとジェリー』からの影響であるという。大学時代に受けたインタビューの中では、ネタについては「3人でアイデアを出した中から良さそうなものを選び、その場で実際にやってみる」という作り方をするため、「誰もネタを書いていない」と話していた。

## 賞レース等での成績

### コンビ
- 2024年 M-1グランプリ2024 - 2回戦進出[3]
- 2025年 M-1グランプリ2025 - 2回戦進出（2025年8月1日時点での途中経過[3]）

### トリオ
- 2023年 NOROSHI2023 - 決勝進出（3位）[20][注 4]、審査員特別賞[21][注 4]
- 2023年 M-1グランプリ2023 - 1回戦敗退[6]
- 2023年 キングオブコント2023 - 準々決勝進出[11]
- 2024年 NSC大ライブ2024 TOKYO - 優勝[8]

## 出演

### テレビ
レギュラー・冠番組
- ド天国のドッカンドッカンTV（BSよしもと、2024年3月28日〈27日深夜〉）

その他
- めざましテレビ（フジテレビ系列、2022年4月13日） - 大学生時代に「炎天下」として「キラビト」のコーナーに出演
- 冗談来人（BSフジ、2023年12月16日）
- 千鳥のクセスゴ!（フジテレビ、2024年1月14日、5月19日、6月16日）
- キクテレミルラジ265（BSよしもと、2024年4月2日）
- おはスタ（テレビ東京、2024年5月1日）
- 千鳥かまいたちアワー（日本テレビ、2024年12月7日、12月14日）

## ライブ
- 2023年度NSC東京校首席“ド天国”ド解剖（2024年4月29日、赤坂RED/THEATER）[32]